# Фондако Фрустато (Катанцаро)
Фондако Фрустато је насеље у Италији у округу Катанцаро, региону Калабрија.
Према процени из 2011. у насељу је живело 9 становника. Насеље се налази на надморској висини од 62 м.